# Гарднер, Дейл Аллан
Дейл А́ллан Га́рднер (англ. Dale Allan Gardner; 8 ноября 1948, Фэрмонт — 19 февраля 2014, Колорадо) — астронавт НАСА. Совершил два космических полёта: в качестве специалиста полёта на шаттле «Челленджер» — STS-8 (1983) и в качестве специалиста полёта на шаттле «Дискавери» — STS-51A (1984), совершил два выхода в открытый космос. Кэптен ВМС США.

## Рождение и образование
Родился 8 ноября 1948 года в городе Фэрмонт, штат Миннесота. Вырос в городах Шербурн в Миннесоте и Саванна в Иллинойсе. В 1966 году окончил среднюю школу в Саванне, где на выпускном вечере ему, как лучшему ученику, было доверено произнести прощальную речь. В 1970 году окончил Университет Иллинойса в Урбане и получил степень бакалавра технических наук в области физики.

## Военная карьера
В 1970 году поступил на службу в ВМС США и был направлен в авиационную офицерскую кандидатскую школу на авиабазу ВМС в Пенсакола, Флорида, где в октябре 1970 года приступил к начальной летной подготовке в 10-й тренировочной эскадрильи. Окончил обучение с навысшим результатом за все время существования эскадрильи. Был направлен в центр подготовки технических специалистов ВМС на авиабазу Глинко в Джорджии для дополнительной подготовки в качестве офицера лётно-технического состава ВМС. Окончил обучение военно-морским летчиком 5 мая 1971 года.
С мая 1971 по июль 1973 года служил в Отделе испытания систем оружия в Летно-испытательном центре ВМС на авиабазе в Патаксенте в Мэриленде. Принимал участие в доводочных испытаниях F-14 TOMCAT в качестве офицера по вопросам реализации проекта создания системы инерциальной навигации и авиационных электронных систем. Затем был направлен на службу в первую оперативную эскадрилью, укомплектованную самолетами F-14, базирующуюся на авиастанции Мирамар в Сан-Диего в Калифорнии. Участвовал в двух походах в Индийский океан и в западную часть Тихого океана на авианосце USS ENTERPRISE. С декабря 1976 по июль 1978 года служил в 4-й испытательной эскадрильи на авиабазе Пойнт Мугу в Калифорнии, принимал участие в испытаниях и доводках самолетов истребительной авиации ВМС. С этой должности был зачислен в отряд астронавтов НАСА. Налет составил более 2 300 часов на более чем 20 типах летательных аппаратов. Вышел в отставку в звании кэптена (капитана I ранга) ВМС в октябре 1990 года.

## Космическая подготовка
16 января 1978 года зачислен в отряд астронавтов НАСА во время 8-го набора. По завершении курса общекосмической подготовки (ОКП) в августе 1979 года был зачислен в Отдел астронавтов в качестве специалиста полёта.
Участвовал в разработке программного обеспечения для бортовых компьютеров шаттла. Входил в экипаж поддержки полета STS-4.

## Космические полёты
- Первый полёт — STS-8[3], шаттл «Челленджер». C 30 августа по 5 сентября 1983 года в качестве специалиста полёта шаттла. Продолжительность полёта составила 6 суток 1 час 10 минут[4].
- Второй полёт — STS-51A[5], шаттл «Дискавери». C 8 по 16 ноября 1984 года в качестве специалиста полёта шаттла. Во время полёта выполнил два выхода в открытый космос: 12.11.1984 — продолжительностью 6 часов 2 минуты и 14.11.1984 — продолжительностью 5 часов 42 минуты. Продолжительность полёта составила 7 суток 23 часа 46 минут[6].

Продолжительность работ в открытом космосе — 11 часов 44 минуты. Общая продолжительность полётов в космос — 14 суток 00 часов 55 минут. Был назначен специалистом полёта в экипаж шаттла «Дискавери» STS-62A, который в июле 1986 года должен был впервые стартовать с космодрома Ванденберг с военной миссией. Но после катастрофы шаттл «Челленджер» (STS-51L), полёт был отменен. Ушел из отряда астронавтов в октябре 1986 года, чтобы продолжить службу в ВМС.

## После полётов
В октябре 1986 года вернулся на службу в ВМС из НАСА и служил в Космическом командовании США в Колорадо-Спрингс. В течение двух лет служил заместителем командира Отдела контроля космического пространства в оперативном центре Командования воздушно-космической обороны Северной Америки (НОРАД) в горе Шайен. В июне 1989 года, после получения звания кэптэн, был назначен заместителем командира центра слежения за космическим пространством на базе ВВС Петерсон. С октября 1990 года работал руководителем проектов технической подготовки в оборонно-космическом секторе компании «TRW Inc.» в Колорадо-Спрингс.

## Награды
Имеет награды: Медаль «За отличную службу» (США) (1984, 1989 и 1990), Крест лётных заслуг (США) (1989), дважды — Медаль «За космический полёт» (1983 и 1984), Нашивка астронавта, Премия Ллойда и многие другие.

## Семья
Разведён, двое детей. Увлечения: зимние лыжи, гольф, теннис и бег трусцой. Любил заниматься работами по дереву и фотографированием.

## Дата и причина смерти
Скончался 19 февраля 2014 года в Колорадо. Похоронен на кладбище Evergreen Cemetery, г. Колорадо-Спрингс, штат Колорадо.